# Orthotomus
Genre
Orthotomus est un genre de passereaux appartenant à la famille des Cisticolidae.

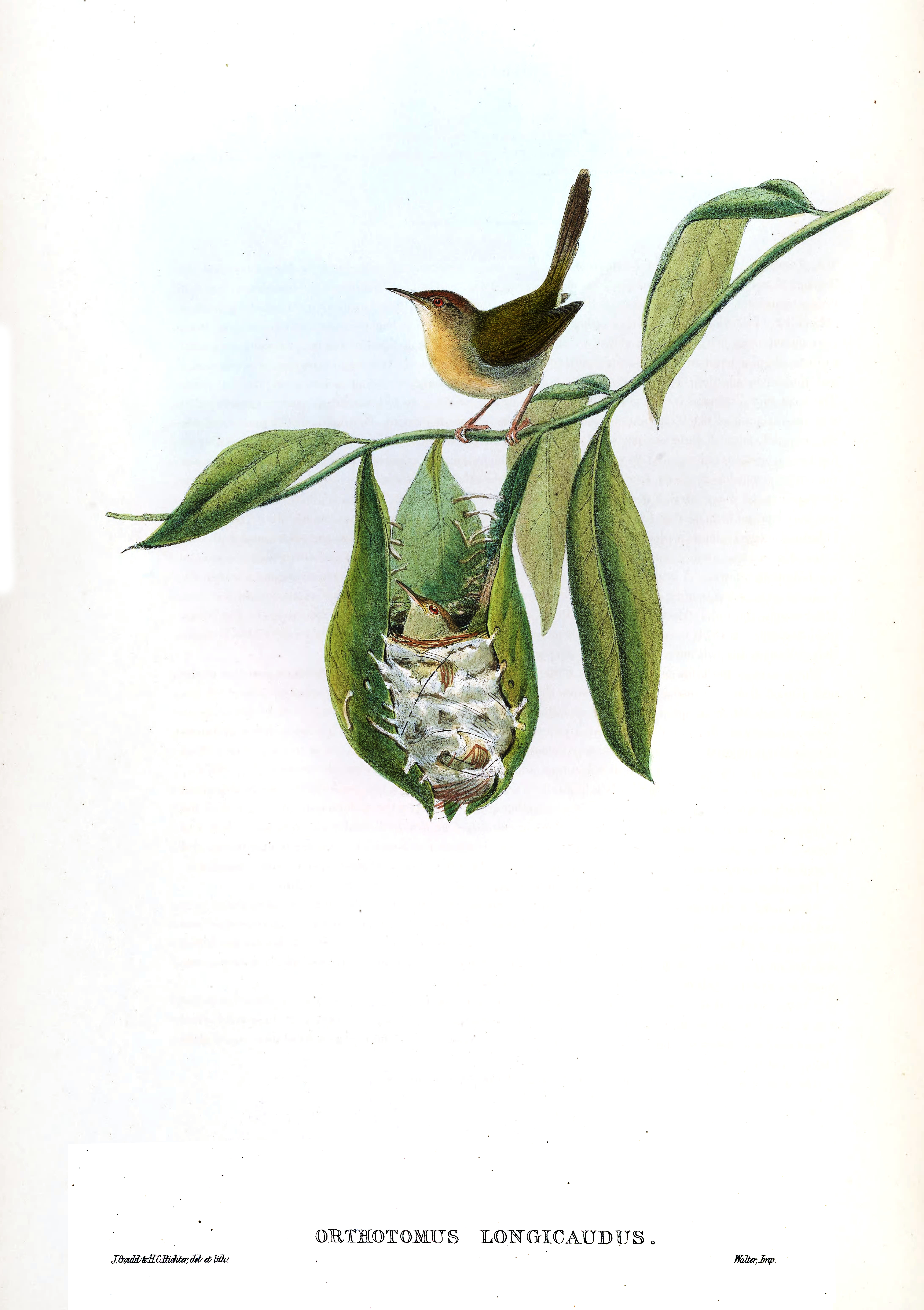
Dessin d'un nid dans un cornet de feuilles par John Gould

On appelle cet oiseau fauvette couturière car pour fabriquer son nid il rassemble les bords d'une ou deux feuilles qu'il coud à l'aide de son bec avec, en guise de fil, des fibres végétales, ou du coton, des toiles d'araignées, de la laine.
La fauvette couturière vit dans le sud et le sud-est de l'Asie : elle est abondante dans les forêts tropicales dont les forêts de bambous, dans les jardins et aussi dans les plantations quand il y a de grands arbres.
Ce passereau mesure environ 11-13 cm.
C'est un oiseau insectivore se nourrissant de petits insectes et de leurs larves, de petites araignées et de coléoptères. Comme le verdin à front d'or, il boit aussi du nectar provenant de nombreuses espèces de fleurs : celles des erythrina, celles des loranthus et celles des fromagers rouges (ou Kapokier rouge) (salmalia malabarica ou bombax ceiba) entre autres.
La couturière vit en couple.

## Liste des espèces
D'après la classification de référence (version 5.2, 2015) du Congrès ornithologique international (ordre phylogénique) :
- Orthotomus sutorius – Couturière à longue queue
- Orthotomus atrogularis – Couturière à col noir
- Orthotomus chaktomuk – Couturière du Cambodge
- Orthotomus castaneiceps – Couturière à calotte rousse
- Orthotomus chloronotus – Couturière d'Ogilvie-Grant
- Orthotomus frontalis – Couturière à front roux
- Orthotomus derbianus – Couturière de Luçon
- Orthotomus sericeus – Couturière à queue rousse
- Orthotomus ruficeps – Couturière à tête rousse
- Orthotomus sepium – Couturière à dos vert
- Orthotomus cinereiceps – Couturière oreillarde
- Orthotomus nigriceps – Couturière à tête noire
- Orthotomus samarensis – Couturière de Samar

## Galerie

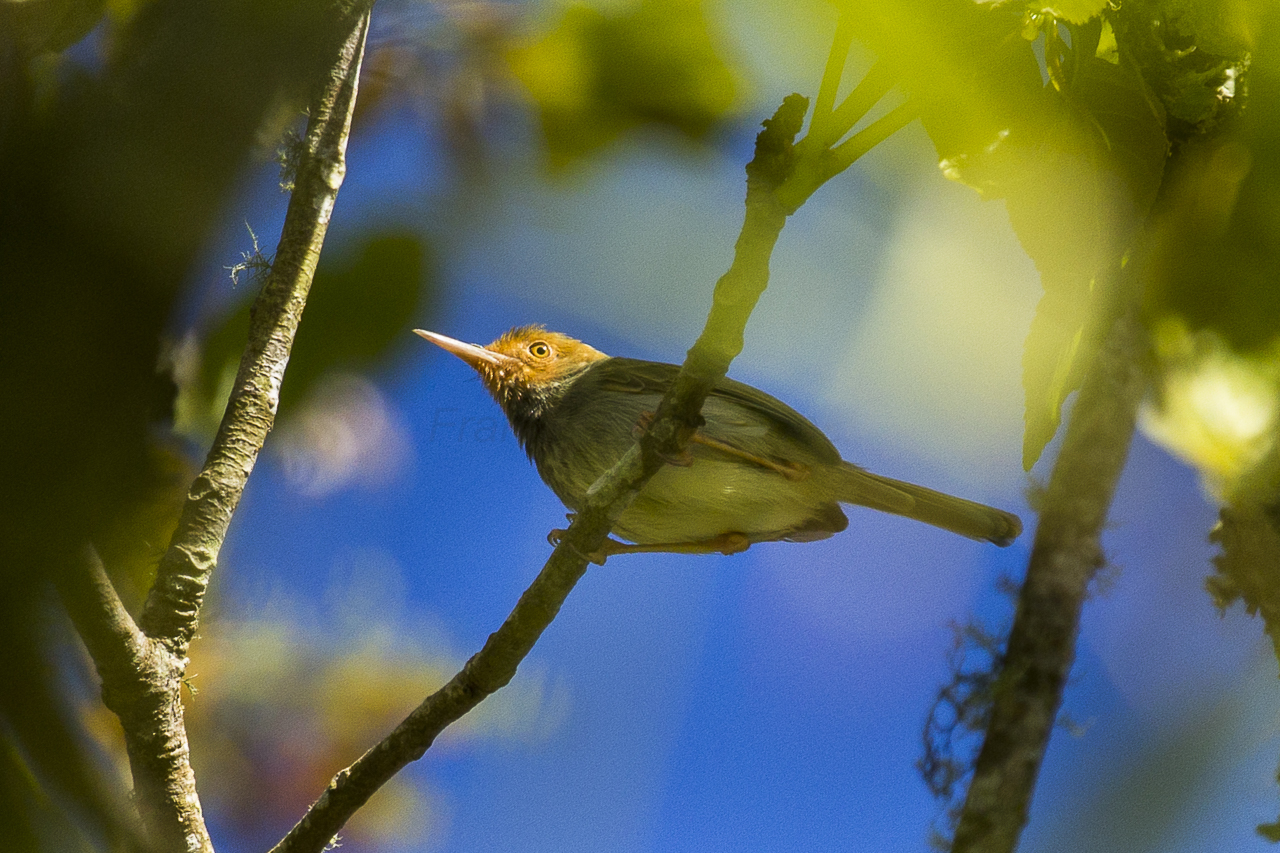
Coutuière à dos vert dans le jardin botanique de Bali